# Торговица (Отынийская поселковая община)
Торго́вица (укр. Торговиця) — село в Отынийской поселковой общине Коломыйского района Ивано-Франковской области Украины.
Население по переписи 2024 года составляло 1412 человек. Занимает площадь 16,455 км². Почтовый индекс — 78226. Телефонный код — 03433.